# Freie Energie
Die freie Energie, auch Helmholtz-Potential, helmholtzsche freie Energie oder Helmholtz-Energie nach Hermann von Helmholtz, ist ein thermodynamisches Potential. Sie hat die Dimension einer Energie. Die freie Energie ist eine extensive Größe. Der Wert der freien Energie wird in der Einheit Joule angegeben. Als Formelzeichen sind das {\displaystyle F} oder {\displaystyle A} üblich.
Die freie Energie ist die Legendre-Transformierte der inneren Energie bezüglich der Entropie. Sie berechnet sich als innere Energie {\displaystyle U} des Systems abzüglich des Produkts aus der absoluten Temperatur {\displaystyle T} und der Entropie {\displaystyle S} des Systems:
{\displaystyle F=U-T\,S}.
Die molare freie Energie (Einheit: J/mol) ist die auf die Stoffmenge {\displaystyle n} bezogene freie Energie:
{\displaystyle F_{m}={\frac {F}{n}}}.
Die spezifische freie Energie (Einheit: J/kg) ist die auf die Masse {\displaystyle m} bezogene freie Energie:
{\displaystyle f={\frac {F}{m}}}.
Die molare und die spezifische freie Energie sind intensive Größen.

## Bedeutung
Ein System, dessen Temperatur und Volumen konstant gehalten werden, nimmt von allen erreichbaren Zuständen mit dieser Temperatur und diesem Volumen denjenigen als Gleichgewichtszustand ein, in dem die freie Energie den kleinstmöglichen Wert hat.
Geht ein System über einen reversiblen Prozess in einen energieärmeren Zustand mit derselben Temperatur über, so gibt der Unterschied der freien Energien der beiden Zustände an, welcher Anteil der abzuführenden Energie zur Arbeitsleistung genutzt werden kann.
In der theoretischen Thermodynamik ist die freie Energie eine Fundamentalfunktion, aus ihr lässt sich die gesamte thermodynamische Information über das System ableiten. Voraussetzung ist jedoch, dass sie als Funktion der Variablen Temperatur {\displaystyle T}, Volumen {\displaystyle V} und Stoffmengen {\displaystyle N_{i}} der im System enthaltenen chemischen Komponenten gegeben ist. Dies sind die „natürlichen Variablen“ der freien Energie. Sie lässt sich auch als Funktion anderer Variablen ansetzen, enthält dann aber nicht mehr die vollständige thermodynamische Information.
Die freie Energie ist eine Legendre-Transformierte der inneren Energie. Die innere Energie ist ebenfalls eine Fundamentalfunktion, wenn sie als Funktion ihrer natürlichen Variablen {\displaystyle S}, {\displaystyle V}, {\displaystyle N_{i}} gegeben ist. Der Übergang zu anderen Variablensätzen erfordert die Anwendung einer Legendre-Transformation, wenn er ohne Informationsverlust geschehen soll. Die Transformation, die aus der inneren Energie eine Fundamentalfunktion mit den natürlichen Variablen {\displaystyle T}, {\displaystyle V}, {\displaystyle N_{i}} erzeugt, liefert den Ausdruck {\displaystyle U-T\,S}, also die freie Energie. Der aus der Legendre-Transformation folgende Term {\displaystyle -T\,S} kompensiert den Informationsverlust, der sonst mit dem Variablenwechsel verbunden wäre.
Die freie Energie ist nicht zu verwechseln mit der freien Enthalpie oder Gibbs-Energie.

## Minimumsprinzip der freien Energie
Gemäß dem Zweiten Hauptsatz der Thermodynamik nimmt ein abgeschlossenes System unter den erreichbaren Zuständen denjenigen als Gleichgewichtszustand ein, der bei der gegebenen inneren Energie die höchste Entropie besitzt. Aus diesem Maximumsprinzip der Entropie lässt sich ein Minimumsprinzip der inneren Energie ableiten: Bei konstant gehaltener Entropie nimmt ein System denjenigen Zustand als Gleichgewichtszustand ein, der die geringste innere Energie besitzt.
Ein ähnliches Minimumsprinzip existiert für die freie Energie: Ein System, dessen Temperatur und Volumen konstant gehalten werden, nimmt von allen erreichbaren Zuständen mit dieser Temperatur und diesem Volumen denjenigen als Gleichgewichtszustand ein, in dem die freie Energie den kleinstmöglichen Wert hat.
Zum Beweis betrachte man ein System, dessen Temperatur auf einem konstanten Wert gehalten wird. Dies kann beispielsweise dadurch geschehen, dass das betrachtete System über eine wärmedurchlässige Wand in Kontakt mit einem zweiten System steht, das unveränderlich die gewünschte Temperatur aufweist (in thermodynamischer Ausdrucksweise: ein Wärmereservoir). Über einen Wärmestrom durch die Kontaktwand kann das betrachtete System bei Bedarf so lange Wärme mit dem Wärmereservoir austauschen, bis es seine Temperatur wieder derjenigen des Reservoirs angeglichen hat.
Im Verlaufe eines beliebigen Prozesses ändern sich in der Regel die Entropien des Systems und des Wärmereservoirs. Gemäß dem Zweiten Hauptsatz der Thermodynamik nimmt die Entropie des aus System und Wärmereservoir gebildeten abgeschlossenen Gesamtsystems zu oder bleibt bestenfalls gleich:
{\displaystyle \mathrm {d} (S_{\mathrm {Sys} }+S_{\mathrm {Res} })=\mathrm {d} S_{\mathrm {Sys} }+\mathrm {d} S_{\mathrm {Res} }\geq 0},
oder
{\displaystyle \mathrm {d} S_{\mathrm {Sys} }\geq -\mathrm {d} S_{\mathrm {Res} }}.
Das „größer“-Zeichen gilt für Prozesse, welche die Entropie des Gesamtsystems vermehren und daher freiwillig aus eigenem Antrieb ablaufen. Das Gleichheitszeichen gilt, wenn das Gesamtsystem die größte unter den gegebenen Bedingungen erreichbare Entropie angenommen hat und sich im thermischen Gleichgewichtszustand befindet (es gilt außerdem für reversible Prozesse, die keine Entropie erzeugen).
Die Entropieänderung des Reservoirs {\displaystyle \mathrm {d} S_{\mathrm {Res} }} steht mit der in das Reservoir fließenden Wärme {\displaystyle \mathrm {d} Q_{\mathrm {Res} }} und der Temperatur des Reservoirs {\displaystyle T_{\mathrm {Res} }} definitionsgemäß in der Beziehung
{\displaystyle \mathrm {d} S_{\mathrm {Res} }=\mathrm {d} Q_{\mathrm {Res} }/T_{\mathrm {Res} }}.
Weil das Reservoir und das betrachtete System die Wärme ausschließlich untereinander austauschen, ist {\displaystyle \mathrm {d} Q_{\mathrm {Sys} }=-\mathrm {d} Q_{\mathrm {Res} }}, und da das System und das Reservoir laut Voraussetzung dieselbe Temperatur aufweisen, ist {\displaystyle T_{\mathrm {Sys} }=T_{\mathrm {Res} }}. Daher folgt aus obiger Ungleichung
{\displaystyle \mathrm {d} S_{\mathrm {Sys} }\geq \mathrm {d} Q_{\mathrm {Sys} }/T_{\mathrm {Sys} }}.
Damit ist es gelungen, das Entropiekriterium, das eigentlich die Entropien von System und Reservoir betrachtet, ausschließlich unter Verwendung von Größen des betrachteten Systems zu formulieren, was die Anwendung stark erleichtert. Da keine Unterscheidung mehr nötig ist, werden die Indizes an den Größen des Systems nun fortgelassen und die Ungleichung lautet
{\displaystyle \mathrm {d} S\geq \mathrm {d} Q/T} (Clausiussche Ungleichung).
Ferner sei nun vorausgesetzt, dass das System keine Arbeit mit seiner Umgebung austauscht. Volumenänderungsarbeit wird zu diesem Zweck unterdrückt, indem das Volumen des Systems konstant gehalten wird (isochorer Prozess, {\displaystyle \mathrm {d} V=0}). Das System sei außerdem so beschaffen, dass es auch keine anderen Arten von Arbeit leisten kann. Dann kann sich die innere Energie des Systems nur durch Austausch von Wärme mit dem Reservoir ändern ({\displaystyle \mathrm {d} U=\mathrm {d} Q}), und aus der Clausiusschen Ungleichung folgt
{\displaystyle \mathrm {d} S\geq \mathrm {d} U/T}
oder umgestellt
{\displaystyle \mathrm {d} U-T\,\mathrm {d} S\leq 0\quad (*)}.
Andererseits ist die Änderung der freien Energie des Systems gemäß ihrer Definition
{\displaystyle \mathrm {d} F=\mathrm {d} (U-T\,S)=\mathrm {d} U-T\mathrm {d} S-S\mathrm {d} T},
was sich im vorliegenden Fall wegen der vorausgesetzten Konstanz der Temperatur ({\displaystyle \mathrm {d} T=0}) zu
{\displaystyle \mathrm {d} F=\mathrm {d} U-T\,\mathrm {d} S\quad (*)}
vereinfacht. Vergleich der markierten Gleichungen {\displaystyle (*)} liefert schließlich die Aussage:
{\displaystyle \mathrm {d} F\leq 0}.
Das „kleiner“-Zeichen gilt für Prozesse, die freiwillig ablaufen. Das Gleichheitszeichen gilt, sobald das System den Gleichgewichtszustand erreicht hat (oder für den Fall eines reversiblen Prozesses).
Das Maximumsprinzip für die Entropie des Gesamtsystems führt also dazu, dass die freie Energie des betrachteten Systems auf der Untermenge der Zustände mit konstanter Temperatur und konstantem Volumen ein Minimum annimmt. Ist das System noch nicht im Gleichgewicht, bewegt es sich (falls isotherme und isochore Bedingungen vorliegen und das System keine mechanische oder andere Arbeit leistet) freiwillig in Zustände niedrigerer freier Energie. Das Gleichgewicht ist mit dem Zustand erreicht, in dem die freie Energie den unter den gegebenen Bedingungen kleinstmöglichen Wert besitzt.
Wollte man den Gleichgewichtszustand mit Hilfe des (allgemein und stets gültigen) Entropiekriteriums direkt bestimmen, müsste das Maximum der Gesamtentropie ermittelt werden, also die Summe der Entropien des untersuchten Systems und seiner Umgebung. Es müsste daher nicht nur die Änderung der System-Entropie bei einer Zustandsänderung betrachtet werden, sondern auch die Entropie-Änderung, die das System durch Rückwirkung auf die Umgebung dort erzeugt. Das freie-Energie-Kriterium ist eine Umformulierung des Entropiekriteriums, in welche ausschließlich Eigenschaften des betrachteten Systems eingehen und welche die Rückwirkung auf die Umgebung (unter isothermen und isochoren Bedingungen) durch den Term {\displaystyle -T\,S} automatisch berücksichtigt, denn unter den gegebenen Bedingungen ist {\displaystyle \mathrm {d} (-T\,S)=\mathrm {d} (T_{\mathrm {Res} }S_{\mathrm {Res} })}. Bei Verwendung des freie-Energie-Kriteriums kann die Ermittlung des (isothermen und isochoren) Gleichgewichtszustands sich also auf die Betrachtung des Systems beschränken, was die Untersuchungen merklich erleichtert.
Für einen realen physikalischen oder chemischen Prozess kann oft die Atmosphäre als Wärmereservoir dienen. Wegen ihres großen Volumens ändert sich ihre Temperatur nicht nennenswert, wenn ein System Wärme auf sie überträgt. Die Voraussetzungen für die Anwendbarkeit des Minimumsprinzips der freien Energie sind also erfüllt, wenn ein System sich in einem starren Gefäß befindet (damit das Volumen konstant gehalten wird) und in thermischem Kontakt mit der Atmosphäre steht (damit die Temperatur konstant gehalten wird).
In der Laborpraxis kommen solche Systeme in starren Behältern allerdings seltener vor als Systeme, die dem Atmosphärendruck ausgesetzt sind. Die Atmosphäre dient dann nicht nur als Wärme-, sondern auch als „Druckreservoir“: Sie hält Temperatur und Druck konstant. Das thermodynamische Potential, das unter diesen Bedingungen ein Minimum annimmt, ist die Gibbs-Energie {\displaystyle G=U+p\,V-T\,S}.

## Freie Energie und maximale Arbeit
Geht ein System von einem Zustand {\displaystyle 1} in einen Zustand {\displaystyle 2} mit geringerer innerer Energie über, so muss die Energiedifferenz abgeführt werden. Dies kann durch das Abführen von Wärme oder das Verrichten von mechanischer (oder chemischer, elektrischer, magnetischer, …) Arbeit erfolgen. Der abzuführende gesamte Energiebetrag ist durch den Anfangs- und den Endwert der Zustandsgröße innere Energie eindeutig festgelegt, er kann aber je nach Prozessführung unterschiedlich in Wärme und Arbeit aufgeteilt sein (Wärme und Arbeit sind keine Zustandsgrößen, sondern Prozessgrößen).
In der Regel ist jedoch nicht jede beliebige Aufteilung möglich. Mit der Zustandsänderung kann auch eine Änderung der Entropie des Systems verbunden sein. Ist beispielsweise die Entropie des Endzustands kleiner als die Entropie des Anfangszustands, so muss neben der Energie auch Entropie abgeführt werden. Da Wärme Entropie transportiert, Arbeit jedoch nicht, muss die abgeführte Energie aus mindestens soviel Wärme bestehen wie zur Abfuhr der Entropiedifferenz benötigt wird. Nur die restliche Energie steht zur Verfügung, in Form nutzbarer Arbeit abgeführt zu werden. Falls die Temperatur des Systems bei der Zustandsänderung unverändert bleibt (isotherme Zustandsänderung), ist die maximal mögliche Arbeit, die vom System beim Übergang von {\displaystyle 1} nach {\displaystyle 2} geleistet werden kann, identisch mit der negativen Differenz der freien Energien der Zustände {\displaystyle 1} und {\displaystyle 2}.
Zum Beweis betrachte man eine (positive oder negative) Änderung der inneren Energie {\displaystyle \mathrm {d} U} eines Systems, die gemäß der vom Ersten Hauptsatz der Thermodynamik verlangten Energieerhaltung identisch ist mit der Summe der (positiven oder negativen) zugeführten Wärme {\displaystyle \mathrm {d} Q} und der (positiven oder negativen) am System geleisteten Arbeit {\displaystyle \mathrm {d} W}:
{\displaystyle \mathrm {d} U=\mathrm {d} Q+\mathrm {d} W}.
Gemäß dem Zweiten Hauptsatz der Thermodynamik gilt für den Zusammenhang zwischen der (positiven oder negativen) Entropieänderung {\displaystyle \mathrm {d} S} des Systems und der zu- oder abgeführten Wärme {\displaystyle \mathrm {d} Q} die im vorherigen Abschnitt hergeleitete Clausiussche Ungleichung
{\displaystyle \mathrm {d} S\geq {\frac {\mathrm {d} Q}{T}}}.
Dabei gilt das Gleichheitszeichen für einen reversiblen Prozess, in dem keine Entropie erzeugt wird. Setzt man die Ungleichung in der Form {\displaystyle T\,\mathrm {d} S\geq \mathrm {d} Q} in die Energieerhaltungsgleichung ein, ergibt sich
{\displaystyle \mathrm {d} U\leq T\,\mathrm {d} S+\mathrm {d} W}
und (umgestellt) die am System geleistete Arbeit
{\displaystyle -\mathrm {d} W\leq -\mathrm {d} U+T\,\mathrm {d} S}.
Betrachtet man die geleistete Arbeit vom Standpunkt des Systems aus, ist ihr Vorzeichen umzukehren und die vom System geleistete Arbeit {\displaystyle \mathrm {d} W'=-\mathrm {d} W} ist
{\displaystyle \mathrm {d} W'\leq -\mathrm {d} U+T\,\mathrm {d} S}.
Die vom System geleistete Arbeit ist also kleiner oder höchstens gleich dem Ausdruck auf der rechten Seite der Gleichung. Die größtmögliche Arbeit, die das System leisten kann, ergibt sich bei Gültigkeit des Gleichheitszeichens, also bei reversibler Prozessführung:
{\displaystyle \mathrm {d} W'_{\mathrm {rev} }=-\mathrm {d} U+T\,\mathrm {d} S}.
Es bleibt der Zusammenhang zwischen dieser maximalen Arbeit und der freien Energie zu zeigen. Die Änderung der freien Energie
{\displaystyle \mathrm {d} F=\mathrm {d} (U-T\,S)=\mathrm {d} U-S\,\mathrm {d} T-T\,\mathrm {d} S}
vereinfacht sich bei isothermer Prozessführung ({\displaystyle \mathrm {d} T=0}) zu
{\displaystyle \mathrm {d} F=\mathrm {d} U-T\,\mathrm {d} S},
so dass im isothermen Fall
{\displaystyle \mathrm {d} W'_{\mathrm {rev} }=-\mathrm {d} U+T\,\mathrm {d} S=-\mathrm {d} F},
was zu beweisen war.
Aus der letzten Gleichung lässt sich auch ablesen:
- Ist der Prozess mit keiner Entropieänderung verbunden ({\displaystyle \mathrm {d} S=0}), kann die gesamte abzuführende Energie in Form von Arbeit gewonnen werden:

{\displaystyle \mathrm {d} W'_{\mathrm {rev} }=-\mathrm {d} U}
- Ist der Prozess mit einer Entropieabnahme im System verbunden ({\displaystyle \mathrm {d} S<0}) wird der Term {\displaystyle T\,\mathrm {d} S} negativ und die maximal gewinnbare Arbeit wird kleiner als {\displaystyle -\mathrm {d} U}. Ein Teil der abzuführenden Energie muss als Wärmestrom die abzuführende Entropie transportieren.
- Ist der Prozess mit einer Entropiezunahme im System verbunden ({\displaystyle \mathrm {d} S>0}) wird {\displaystyle T\,\mathrm {d} S} positiv und die maximal gewinnbare Arbeit wird größer als die Abnahme an innerer Energie {\displaystyle -\mathrm {d} U}. Dieser Fall ist möglich, wenn dem System während des Prozesses Wärme von außen zugeführt wird: Die zugeführte Entropie oder ein Teil davon verbleibt im System und es steht zusätzliche Energie zur Verfügung, um als (entropiefreie) Arbeit abgeführt zu werden. (Die Entropie des Systems könnte auch aufgrund irreversibler Prozesse zunehmen, aber die obigen Betrachtungen beschränken sich auf den reversiblen Fall, der den maximalen Arbeitsgewinn erlaubt.)

Die Art der verrichteten Arbeit ist nicht näher spezifiziert. Es kann sich beispielsweise um Hubarbeit oder um Volumenänderungsarbeit handeln. Soll Volumenänderungsarbeit ausgeschlossen werden, weil sie auf Kosten anderer Arbeitsformen geht, die genutzt werden sollen, muss neben der Temperatur des Systems auch sein Volumen konstant gehalten werden.
Es ist nicht notwendig, dass der gesamte Prozess isotherm verläuft. Es genügt, wenn Anfangs- und Endtemperatur des Prozesses gleich sind.
Der Zusammenhang mit der maximal verfügbaren Arbeit erklärt den Namen dieses thermodynamischen Potentials: Der Unterschied {\displaystyle F_{2}-F_{1}} für zwei Zustände gleicher Temperatur ist derjenige Anteil der Energieänderung {\displaystyle -(U_{2}-U_{1})}, der bei einem reversiblen von {\displaystyle 1} nach {\displaystyle 2} führenden Prozess für die äußere Arbeitsleistung zur Verfügung steht, also „frei“ genutzt werden kann (siehe auch Abschnitt → Geschichte).

## Freie Energie als Fundamentalfunktion
Betrachtet man ein System, dessen Eigenschaften durch die Zustandsgrößen Entropie {\displaystyle S}, Volumen {\displaystyle V} und Stoffmengen {\displaystyle N_{1},\dots ,N_{r}} der {\displaystyle r} chemischen Komponenten gegeben sind, dann ist die innere Energie {\displaystyle U} des Systems, ausgedrückt als Funktion der genannten Zustandsgrößen (nämlich aller extensiven Variablen des Systems),
{\displaystyle U=U(S,V,N_{1},\dots ,N_{r})}
eine Fundamentalfunktion des Systems. Sie beschreibt das System vollständig, es lassen sich alle thermodynamischen Eigenschaften des Systems aus ihr ableiten.
Oft sind diese Variablen jedoch für die praktische Arbeit ungünstig und man würde vorziehen, etwa die Temperatur oder den Druck in der Variablenliste zu haben. Im Gegensatz zur sonst üblichen Vorgehensweise darf ein Variablenwechsel im vorliegenden Fall jedoch nicht durch eine einfache Substitution geschehen, da sonst Information verloren geht. Soll beispielsweise die Entropie durch die Temperatur {\displaystyle T} ersetzt werden, könnte {\displaystyle S} aus den Funktionen {\displaystyle U(S,V,N_{i})} und {\displaystyle T(S,V,N_{i})} eliminiert werden, um eine Funktion der Form {\displaystyle U(T,V,N_{i})} zu erhalten. Da jedoch die Temperatur thermodynamisch als partielle Ableitung der inneren Energie nach der Entropie definiert ist
{\displaystyle T=\left({\frac {\partial U}{\partial S}}\right)_{V,N_{1},\dots ,N_{r}}}
wäre diese Formulierung gleichbedeutend mit einer partiellen Differentialgleichung für {\displaystyle U}, welche {\displaystyle U} nur bis auf unbestimmte Funktionen festlegen würde. Dieses {\displaystyle U} wäre nach wie vor eine Beschreibung des betrachteten Systems, aber es wäre keine vollständige Beschreibung und damit keine Fundamentalfunktion mehr.
Zum Variablenwechsel unter Erhaltung der vollständigen Information muss eine Legendre-Transformation durchgeführt werden. Soll beispielsweise zur Variablenliste {\displaystyle (T,V,N_{1},\dots ,N_{r})} übergegangen werden, lautet die Transformation:
{\displaystyle F(T,V,N_{1},\dots ,N_{r}):=U(S,V,N_{1},\dots ,N_{r})-\left({\frac {\partial U}{\partial S}}\right)_{V,N_{1},\dots ,N_{r}}\cdot S=U-T\ S}.
Die Legendre-Transformierte {\displaystyle F=U-T\ S} wird freie Energie genannt. Sie ist wiederum eine Fundamentalfunktion, wenn sie als Funktion der Variablen {\displaystyle (T,V,N_{1},\dots ,N_{r})} – dies sind die natürlichen Variablen der freien Energie – gegeben ist. Sie kann auch in Abhängigkeit von anderen Variablen ausgedrückt werden, ist dann aber keine Fundamentalfunktion mehr.
Die Herkunft der freien Energie aus einer Legendre-Transformation erklärt den additiven Term {\displaystyle -T\,S}: Er kompensiert den Informationsverlust, der sonst mit dem Variablenwechsel verbunden wäre.
Fundamentalfunktionen, welche die Dimension Energie besitzen, heißen auch thermodynamische Potentiale. Die freie Energie ist also ein thermodynamisches Potential.

## Ableitungen der freien Energie
Geht man von der inneren Energie als Funktion ihrer natürlichen Variablen aus und bildet ihr totales Differential, erhält man:
{\displaystyle \mathrm {d} U(S,V,N_{1},\dots ,N_{r})=\left({\frac {\partial U}{\partial S}}\right)_{V,N_{1},\dots ,N_{r}}\mathrm {d} S+\left({\frac {\partial U}{\partial V}}\right)_{S,N_{1},\dots ,N_{r}}\mathrm {d} V\,+\,\sum _{i=1}^{r}\left({\frac {\partial U}{\partial N_{i}}}\right)_{S,V,N_{j\neq i}}\mathrm {d} N_{i}}.
Die hierbei auftretenden partiellen Ableitungen werden in der Thermodynamik als die Definitionen von Temperatur {\displaystyle T}, Druck {\displaystyle p} und chemischem Potential der {\displaystyle i}-ten Substanz {\displaystyle \mu _{i}} interpretiert:
{\displaystyle {\begin{aligned}T&:=\left({\frac {\partial U(S,V,N_{1},\dots ,N_{r})}{\partial S}}\right)_{V,N_{1},\dots ,N_{r}},\\p&:=-\left({\frac {\partial U(S,V,N_{1},\dots ,N_{r})}{\partial V}}\right)_{S,N_{1},\dots ,N_{r}},\\\mu _{i}&:=\left({\frac {\partial U(S,V,N_{1},\dots ,N_{r})}{\partial N_{i}}}\right)_{S,V,N_{j\neq i}},\end{aligned}}}
so dass sich das Differential auch schreiben lässt als
{\displaystyle \mathrm {d} U(S,V,N_{1},\dots ,N_{r})=T\,\mathrm {d} S-p\,\mathrm {d} V\,+\,\sum _{i=1}^{r}\mu _{i}\,\mathrm {d} N_{i}}.
Das totale Differential der freien Energie als Funktion ihrer natürlichen Variablen ist einerseits formal
{\displaystyle \mathrm {d} F(T,V,N_{1},\dots ,N_{r})=\left({\frac {\partial F}{\partial T}}\right)_{V,N_{1},\dots ,N_{r}}\mathrm {d} T+\left({\frac {\partial F}{\partial V}}\right)_{T,N_{1},\dots ,N_{r}}\mathrm {d} V\,+\,\sum _{i=1}^{r}\left({\frac {\partial F}{\partial N_{i}}}\right)_{T,V,N_{j\neq i}}\mathrm {d} N_{i}\quad (*)}.
und andererseits, unter Benutzung ihrer Definition
{\displaystyle {\begin{aligned}\mathrm {d} F&=\mathrm {d} (U-TS)\\&=\mathrm {d} U-\mathrm {d} (TS)\\&=T\,\mathrm {d} S-p\,\mathrm {d} V+\,\sum \mu _{i}\,\mathrm {d} N_{i}\,-\mathrm {d} (TS)\\&=T\,\mathrm {d} S-p\,\mathrm {d} V+\,\sum \mu _{i}\,\mathrm {d} N_{i}\,-T\,\mathrm {d} S-S\mathrm {d} T\\&=-S\,\mathrm {d} T-p\,\mathrm {d} V\,+\,\sum \mu _{i}\,\mathrm {d} N_{i}\quad (*)\end{aligned}}}
so dass aus dem Vergleich der Koeffizienten in den markierten Gleichungen folgt
{\displaystyle \left({\frac {\partial F}{\partial T}}\right)_{V,N_{1},\dots ,N_{r}}=-S},
sowie
{\displaystyle \left({\frac {\partial F}{\partial V}}\right)_{T,N_{1},\dots ,N_{r}..}=-p}
und
{\displaystyle \left({\frac {\partial F}{\partial N_{i}}}\right)_{T,V,N_{j\neq i}}=\mu _{i}}.
Die Herleitung zeigt gleichzeitig, wie die Subtraktion des Terms {\displaystyle T\,S} die Liste der unabhängigen Variablen von {\displaystyle (S,V,\dots )} in {\displaystyle (T,V,\dots )} ändert, indem dadurch im totalen Differential der von {\displaystyle \mathrm {d} S} abhängige Term entfernt und ein von {\displaystyle \mathrm {d} T} abhängiger Term hinzugefügt wird.
Die zweite der markierten Gleichungen ist eine „differentielle Fundamentalfunktion“, nämlich die differentielle freie Energie als Funktion ihrer natürlichen Variablen:
{\displaystyle \mathrm {d} F(T,V,N_{1},\dots ,N_{r})=-S\,\mathrm {d} T-p\mathrm {d} V\,+\,\sum _{i=1}^{r}\mu _{i}\,\mathrm {d} N_{i}}.
Daneben kann es nötig sein für die Beschreibung des Systems weitere Produkte aus Arbeitskoeffizienten und Arbeitskoordinaten einzuführen, z. B. für elektromagnetische Felder siehe den nächsten Abschnitt.

## Thermodynamik mit elektromagnetischen Feldern
Unter Einbeziehung elektrischer und magnetischer Felder ist die innere Energie gegeben durch:
{\displaystyle \mathrm {d} U=T\,\mathrm {d} S-p\,\mathrm {d} V+\mu \,\mathrm {d} N+E\,\mathrm {d} D+H\,\mathrm {d} B}
mit
- {\displaystyle E} – elektrische Feldstärke
- {\displaystyle D} – elektrische Flussdichte mal Volumen
- {\displaystyle H} – magnetische Feldstärke
- {\displaystyle B} – magnetische Flussdichte mal Volumen

Die freie Energie wird nun definiert über:
{\displaystyle F(T,V,N,D,B):=U(S,V,N,D,B)-T\,S}
wobei die elektromagnetischen Felder im betrachteten Volumen als homogen angenommen werden. Das totale Differential lautet:
{\displaystyle \mathrm {d} F=-S\,\mathrm {d} T-p\,\mathrm {d} V+\mu \,\mathrm {d} N+E\,\mathrm {d} D+H\,\mathrm {d} B}
Für konstantes Volumen, Teilchenzahl und elektrisches Feld wird daraus:
{\displaystyle \mathrm {d} F_{V,N,E={\text{const.}}}=-S\,\mathrm {d} T+E\,\mathrm {d} D+H\,\mathrm {d} B}
Je nach Erfordernis kann man auch die elektromagnetischen Größen einer weiteren Legendre-Transformation unterwerfen, also
{\displaystyle {\tilde {F}}(T,V,N,E,H):=F(T,V,N,D,B)-E\,D-H\,B}
mit dem Differential
{\displaystyle \mathrm {d} {\tilde {F}}=-S\,\mathrm {d} T-p\,\mathrm {d} V+\mu \,\mathrm {d} N-D\,\mathrm {d} E-B\,\mathrm {d} H}

## Geschichte und Namensgebung
Die Eigenschaft dieses thermodynamischen Potentials, die von einem System maximal verrichtbare Arbeit zu beschreiben, wurde bereits von James Clerk Maxwell in seinem Werk Theory of Heat (1871) erläutert. Josiah Willard Gibbs prägte 1873 die englische Bezeichnung „available energy“ (zur Verfügung stehende Energie) für das Potential.
Die deutsche Bezeichnung „freie Energie“ wurde von Hermann von Helmholtz in dem 1882 der Königlich Preußischen Akademie der Wissenschaften vorgelegten ersten Teil seiner Arbeit über die „Thermodynamik chemischer Vorgänge“ eingeführt:

„Wenn wir nun bedenken, dass die chemischen Kräfte nicht blos Wärme, sondern auch andere Formen der Energie hervorbringen können, letzteres sogar ohne dass irgendeine der Grösse der Leistung entsprechende Aenderung der Temperatur in den zusammenwirkenden Körpern einzutreten braucht, wie z. B. bei den Arbeitsleistungen der galvanischen Batterien: so scheint es mir nicht fraglich, dass auch bei den chemischen Vorgängen die Scheidung zwischen dem freier Verwandlung in andere Arbeitsformen fähigen Theile ihrer Verwandtschaftskräfte und dem nur als Wärme erzeugbaren Theile vorgenommen werden muss. Ich werde mir erlauben diese beiden Theile der Energie im Folgenden kurzweg als die freie und die gebundene Energie  zu bezeichnen. Wir werden später sehen, dass die aus dem Ruhezustande und bei constant gehaltener gleichmässiger Temperatur des Systems von selbst eintretenden und ohne Hilfe einer äusseren Arbeitskraft fortgehenden Processe nur in solcher Richtung vor sich gehen können, dass die freie Energie abnimmt.“

Die von Helmholtz beschriebene freie Energie ist die in diesem Artikel beschriebene Größe {\displaystyle F}, die in einem isothermen und isochoren Prozess zur Verrichtung von Arbeit durch das System „freisteht“, während die gebundene Energie die Größe {\displaystyle TS} ist. In Summe ergeben sie die gesamte innere Energie ({\displaystyle U=F+TS}). Im Unterschied zur pseudowissenschaftlichen „freien Energie“ ist frei kein Synonym zu kostenlos oder für jedermann verfügbar, sondern in diesem Gegensatz zum „gebundenen“, nicht zur Leistung von Arbeit verfügbaren Teil der inneren Energie zu sehen.